# پیتر واترفیلد
پیتر واترفیلد (انگلیسی: Peter Waterfield؛ زادهٔ ۱۲ مارس ۱۹۸۱) ورزشکار شیرجه اهل بریتانیا است.
وی در مسابقات کشوری و بین‌المللی در مجموع برندهٔ ۱ مدال طلا، ۲ مدال نقره شده‌است.